# Jakob Maria Mierscheid
Jakob Maria Mierscheid (f. 3. marts 1933 i Morbach, Rheinland-Pfalz) er en fiktiv tysk politiker for SPD og siden 1979 medlem af den tyske Bundestag.